# وادي العثمانية
وادي العثمانية هي إحدى بلديات دائرة شلغوم العيد بولاية ميلة الجزائرية.

## الموقع الجغرافي
وادي العثمانية هي واحدة من كبريات بلديات. تقع إلى الجنوب من مقر الولاية وتبعد عنها بـ 37 كلم.فهي تقع مع حدود ولاية قسنطينة فقد كانت كانت تابعة لولاية قسنطينة التي لا تبعد عنها إلى ب 30 كلم. يحدها من الشرق بلدية عين سمارة وإلى الغرب مقر دائرتها شلغوم العيد وإلى الجنوب بلدية واد سقان وإلى الشمال بلدية سيدي خليفة وبلدية عين الملوك. تحتوي البلدية على العديد من المرافق العمومية.و تشتهر بمستشفياتها منها مستشفى (الاخوة بوخشم) الذي يحتوي على 180 سرير ومستشفى الامراض العقلية.و مستشفى لمعالجة المدمنين على المخدرات وبها حوض مائي ينطلق منه خط مائي لري المناطق الجنوبية ابتداء من بلدية واد سقان وبلدية التلاغمة وأولاد حملة ودائرة عين مليلة وبلدياتها وينتهي توصيله إلى حدود ولاية خنشلة وهو مشروع هام سيبدأ تشغيله في السنوات القادمة.كذلك تعتبر هذه البلدية من أفضل المواقع الاستراتيجية فهي مسلك للمسافرين متوجهين إلى ولاية ام بواقي أو جيجل أو ميلة وسطيف كذلك بوابة للولاية قسنطينة فهي تحتوي على محول لطريق شرق غرب
تتميز البلدية بشكبة طرقات هامة تربطها بالمدن المجاورة، فهي على بعد 15 دقيقة عن مدينة قسنطينة عاصمة الولاية و 15 دقيقة عن مدينة الجديدة علي منجلي و 25 دقيقة عن ميلة التي تبعد عنها 40 كلم
- وادي العثمانية الولاية قسنطينة.34 كلم
- وادي العثمانية عين السمارة 22 كلم
- وادي العثمانية علي منجلي.30 كلم
- وادي العثمانية شلغوم العيد 14 كلم
- وادي العثمانية عين مليلة 42 كلم
- وادي العثمانية الولاية ميلة 40 كلم
- وادي العثمانية ابن زياد 33 كلم

## تاريخها ونشأتها
وادي العثمانية تعود نشأتها إلى عهود بعيدة. اذ انها كانت الممر الذي يسلكه المسافرون من إلى مدينة قسنطينة التي لا تبعد عنها إلى ب 30 كلم وما يؤكد هذا ان اسمها جاء في تواريخ رومانية اذ كانت تسمى (...). فحماماتها المعدنية التي لا زالت ليومنا كانت للزوار والقاطنين بالقرب منها مرتحا ومغسلا. وقد ذكرها المؤرخون والرحالة القدماء. وقد كان بها سوق ابان عصور امارات الخلافة التي عرفتها المنطقة. يبقى ان تسميتها بوادي العثمانية به جذب وارتخاء. فمن قائل بانها كانت قلعة أو موقع متقدم به نوبة عسكرية تتبع بايلك الشرق قسنطينة. وهذا لا ينفى لأنه كان زمن الخلافة العثمانية مكان بالقريب منها يدعى (بئر البقيرات) مكان لتوقف الرحالات المنظمة بين عاصمة بايلك الشرق قسنطينة والذاهب إلى الجزائر العاصمة.
ثم أن احتلال مقر البايلك قسنطينة وتهافت المعمرين جعل منها منطقة جاذبة لخصوبة ارضها ومرور (وادي الرمال) بها. فأنشئت بها بلديتها بمرسوم من الحاكم الفرنسي بالجزائر العاصمة بتاريخ 10 ديسمبر1856.